# John Constable

Retrat de Mary Bicknell per Constable

John Constable (East Bergholt, Suffolk, Anglaterra, 11 de juny de 1776 - Londres, 31 de març de 1837) fou un pintor anglès, un dels més destacats paisatgistes del romanticisme anglès, junt a Joseph Mallord William Turner. Inspirat en les obres de Claude Lorrain i dels pintors holandesos del segle xvii, com Jacob Ruysdael i Maindert Hobbema. Va explorar pintant directament de la natura d'una manera immediata amb petits esbossos.
La seva pintura va influenciar el grup de paisatgistes de l'escola de Barbizon, futurs impressionistes.

## Biografia
Fill de Golding Constable i Ann Watts, son pare era un pròsper moliner del comtat de Suffolk. John havia de ser el continuador del negoci familiar, en el qual va treballar durant un temps. Fins que, per la seva amistat amb John Dunthorne, pintor amateur, començà a interessar-se per aquest art i aconseguí el permís patern per traslladar-se a Londres l'any 1799 a estudiar a la Royal Academy of Art. Animat pel pintor Joseph Farington i el col·leccionista sir George Beaumont, que li va mostrar una obra de la seva propietat del pintor Claude Lorrain, i va fer que creixés la seva afició per la pintura.
El seu primer encàrrec l'any 1801 va ser una vista d'East Bergholt Hall; aquesta obra fou exposada l'any 1956 al Victoria and Albert Museum de Londres.
El 1809, va conèixer Mary Bicknell, neboda del rector d'East Bergholt, però la família d'ella es va oposar a la seva relació, fins que el 1816, a la mort dels pares de Constable, va heretar una gran quantitat i en millorar la seva situació econòmica van permetre la celebració del matrimoni. Amb les seves noces va entrar també a l'època més fecunda i feliç de la seva carrera artística.
El 1819 va ser nomenat soci de la Royal Academy of Art i deu anys més tard va ser-ne nomenat acadèmic.
L'any 1824 van ser presentades tres obres seves a París i premiada amb una medalla d'or la seva pintura Carro de farratge.
Constable mai va viatjar fora d'Anglaterra, únicament, a causa que la seva dona estava malalta de tuberculosi, passaven l'estiu a Hampstead a la recerca d'aire pur, i el 1824 a Brighton. Tanmateix no va aconseguir guarir-se i el 1828 va morir Mary Bicknell, després d'haver tingut amb Constable set fills.
John Constable va publicar l'any 1832 una col·lecció de gravats de les seves pintures realitzats per David Lucas i el 1835 va donar una sèrie de conferències sobre pintura paisatgista a la Royal Institution de Londres.
Va morir sobtadament a la seva casa d'Hampstead a Londres el dia 31 de març de 1837.

## Influència rebuda
A la seva primera etapa artística els dibuixos realitzats el 1801 i el 1806 mostren clarament la influència de Thomas Gainsborough i Girtin en algun dels seus quadres com la Vall de Dedham de 1802; hi ha una composició a la manera de Claude Lorrain en la seva pintura Agar, artista a qui sempre va admirar Constable; més tard ho va tornar a pintar en una dimensió més gran. En El camp de blat de l'any 1826 es nota la influència del Paisatge amb el castell de Steen de Rubens, que pertanyia a Beaumont i, per tant, n'hi havia estudiat Constable.

## Estil propi
Una característica de la seva pintura és la serenitat de les seves obres, que són harmonioses i sobretot domèstiques. No va viatjar, però al seu entorn va trobar tota la font d'inspiració necessària. Tot seguit va cercar els efectes de la llum i de la pluja als esbossos realitzats a l'aire lliure amb una pinzellada solta i ràpida per aconseguir la llum i l'ombra que segons deia "mai no romanen quietes".
El 1811 va visitar Salisbury i va conèixer John Fisher, que havia de ser el seu gran amic, nebot del bisbe de Salisbury, que li va encarregar la pintura de la catedral, avui dia conservada al Victoria and Albert Museum de Londres. Al bisbe no li va agradar: trobava l'agulla de la catedral amb massa ombra i Constable va haver de pintar una de més lluminosa. Amb aquest mateix tema va realitzar-ne diverses més per a familiars del bisbe. El 1831 va realitzar l'última pintura sobre la catedral, on s'aprecia un arc de Sant Martí al cel junt amb núvols de tempesta i un carro que passa a gual el torrent.
|  |  |
|  |  |

La capacitat de pintar directament, la va assolir el 1821 amb el Carro de farratge, escollint un punt de vista ben alt, les condicions atmosfèriques mostren un cel típicament anglès, cobert de núvols, que passa ràpidament de la pluja al sol. Va ser exposat per primera vegada amb el títol: Paisatge: migdia, a la Royal Academy of Art. Théodore Géricault es trobava a Londres junt amb uns marxants francesos, es va entusiasmar amb el quadre i per les seves lloances el quadre va ser adquirit per un dels marxants i exposat al Saló de París junt amb Una vista del Stour i Una vista d'Hampstead. Amb Carro de farratge va aconseguir la Medalla d'or i va tenir un gran acolliment per la crítica francesa, particularment per la llum que hi havia a la composició. Delacroix, després d'estudiar-la, va canviar el cel de la seva pintura Les matances de Quios. Va causar, a més a més, una gran admiració en els futurs artistes de l'escola de Barbizon.
|  |  |  |
|  |  |  |

Entre 1821 i 1822, va realitzar a Hampstead multitud d'estudis de núvols, i va enregistrar la data i l'hora del dia, fins i tot la direcció del vent, conseqüència del seu criteri sobre que en pintura "el cel és la font de la llum en la natura i tot ho governa".
En els seus quadres, en lloc de cobrir-los amb una impregnació de gris com era habitual a Anglaterra, els preparava amb una capa vermella bruna, com el gran pintor Francisco Goya. Constable, dintre del paisatge anglès, va fer reverdir els prats i el fullatge dels arbres. Sobre aquest colorit, Delacroix va escriure en el seu diari: "El que ell diu sobre el verd dels seus prats pot aplicar-se a cada un dels seus tons".

El culte a la natura és la mena d'emoció que va sentir el pintor oposat al gust pel pintoresc, en un cert punt quasi religiós: ho demostra amb les paraules de la seva última conferència a la Royal Institution de Londres: 
| « | Quan contemplo la formosa volta blava del cel, esquitxada de constel·lacions brillants, la perspectiva inunda el meu esperit i jo experimento la més gran de les satisfaccions davant aquesta exhibició d'omnipotència. | » |

 Va compartir aquesta mateixa filosofia espiritual amb altres pintors, principalment amb l'alemany Caspar David Friedrich.
Segons Venturi, entre 1820 i 1825 la seva obra és una harmonia entre realisme i romanticisme i des de 1830 els seus cels es tornen tempestuosíssims i més obscurs, com es pot copsar clarament en Stonehenge, de 1836, un canvi atribuïble a l'impacte que li va produir el defunció de la seva esposa.

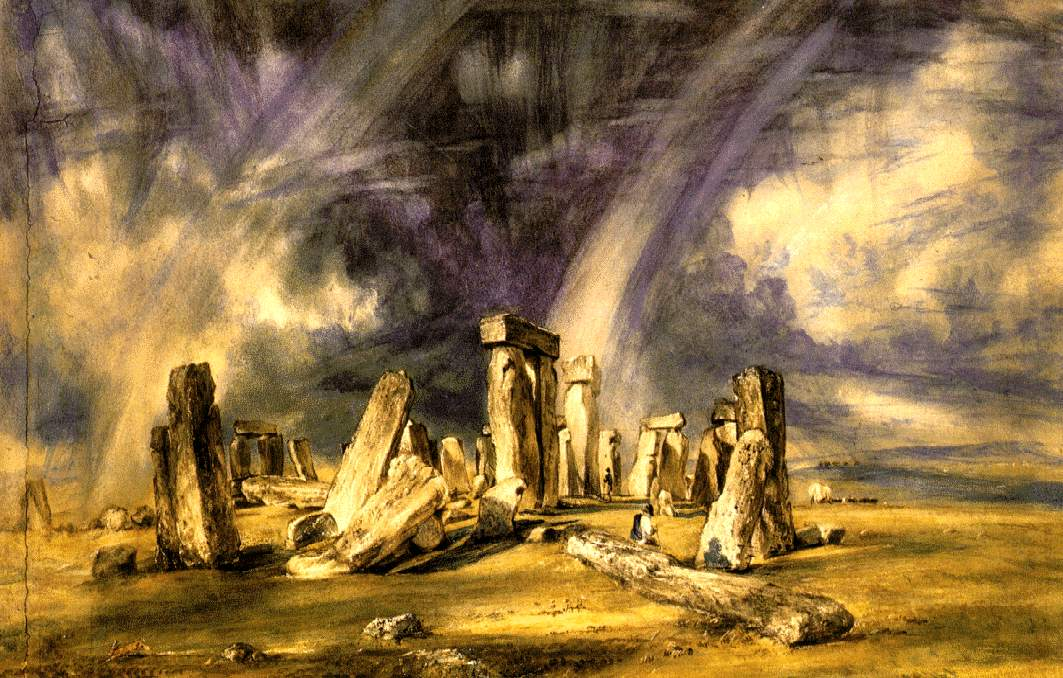
Stonnehenge per Constable. Victoria and Albert Museum, Londres

## Anàlisi de la seva obra
El costum que tenia Constable de fer esbossos preliminars de les seves pintures és sens dubte allò que va inspirar la tècnica de la utilització de l'espàtula junt amb el pinzell per aplicar la pintura, a més a més dels tocs d'oli blanc per donar més resplendor i frescor a la superfície pintada. La segura pinzellada i els seus esbossos del natural continuen sent font d'inspiració de tots els artistes interessats en l'art del paisatge.
Es pot dir que va ser tan realista com romàntic, per això va rebutjar en els seus quadres tots els elements que no fossin naturals. Els seus paisatges de marina eren densos i amb una tècnica molt empastada. Les últimes obres, violentes i expressives, mostren un pintor que havia deixat de banda la natura aquietada i passiva.
| Imatge                     | Nom                        | Descripció | Mides           | Localització                         |
| -------------------------- | -------------------------- | --- | --------------- | ------------------------------------ |
| Vall de Dedham             | Vall de Dedhan             | 1802. És un esbós que va utilitzar per pintar una altra versió el 1828, on apareixen unes figures en primer terme. La vall de Dedham és considerada com Area of Outstanding Natural Beauty (Àrea de Bellesa Natural). | 34,5 X 43,5 cm. | Victoria and Albert Museum. Londres. |
| El molí de Flatford.       | El molí de Flatford        | 1821. Una de les primeres obres pintades després del seu casament. Representa un dia d'estiu amb activitats realitzades a la vora del riu.                                                                            | 60 X 50 cm.     | Alte Nationalgalerie. Berlín.        |
| Platja de Brighton.        | Platja de Brighton         | 1824. Obra en oli sobre paper, és un dels molts esbossos amb el tema del mar que va realitzar quan va portar a Brighton la seva dona amb l'esperança de la seva curació.                                              | 24,8 X 14,9 cm. | Victoria and Albert Museum. londres. |
| Estudi de núvols.          | Estudi de núvols           | 1821. Constable va realitzar nombrosos estudis sobre núvols. Pel seu primer ofici de moliner coneixia perfectament la predicció del temps mitjançant l'observació de núvols, que va aplicar a les seves pintures.     | 17,8 X 11,4 cm. | Victoria and Albert Museum. Londres. |
| Camp de blat               | Camp de blat               | 1826. Representa un passeig entre East Bergholt i Dedham. La composició del fons lluminós entre arbres es troba en pintures del seu admirat Claude Lorrain.                                                           | 122 X 143 cm.   | National Gallery. Londres.           |
| Passeig pel mar a Brighton | Passeig pel mar a Brighton | 1827. Mostra la representació d'una borrasca amb la sensació del vent i la pluja portada al llenç. | 183 X 127 cm.   | Tate Gallery. Londres.               |
| Masia a la vall            | Masia a la vall            | 1835. Aquesta obra va ser exposada a la Royal Academy of Art. És un paisatge típic de la tardor amb tons ocres. | 125 X 147,3 cm. | Tate Gallery. Londres.               |
| Badia de Weymonth          | Badia de Weymonth          | 1816. Probablement va ser pintada durant l'estada a Osmington del matrimoni Constable, amb motiu del seu viatge de noces. Els núvols és el punt central d'aquesta obra.                                               | 75 X 53 cm.     | National Gallery. Londres.           |

## Altres obres
- 1809-Vista d'Epsom. Tate Gallery, Londres.
- 1810-Casa de Willy Lot. Victoria and Albert Museum, Londres.
- 1811-Esclusa i granges sobre el Stour. Victoria and Albert Museum, Londres.
- 1812-Paisatge amb doble arc de Sant Martí. Victoria and Albert Museum, Londres.
- 1814-Construcció de vaixells a la vora del Molí de Flatford. Victoria and Albert Museum, Londres.
- 1819-El cavall blanc. Col·lecció Frick, Nova York.
- 1819-Castell d'Hadleigh. Col. Mellon, Nova York.
- 1820-La casa de l'almirall, a Hampstead. Tate Gallery, Londres.
- 1820-Arbres a la vora de l'església d'Hampstead. Victoria and Albert Museum, Londres.
- 1822-Vista sobre el Stour. Col·lecció particular.
- 1825-Cavall saltant. Royal Academy, Londres.
- 1828-Llacuna de Branch Hill. Victoria and Albert Museum, Londres.
- 1836-Cenotafi de Coleorton.National Gallery. Londres.